# Caulleriella acicula
Caulleriella acicula är en ringmaskart som beskrevs av Francis Day 1961. Caulleriella acicula ingår i släktet Caulleriella och familjen Cirratulidae. Inga underarter finns listade i Catalogue of Life.